# Lijst van oorlogsmonumenten in Tholen
De Nederlandse gemeente Tholen heeft 3 oorlogsmonumenten. Hieronder een overzicht.
| Nr.  | Object              | Herdachte groep                                                                                                | Ontwerper       | Onthulling    | Type        | Locatie                   | Plaats            | Coördinaten                   | Foto |
| ---- | ------------------- | --- | --------------- | ------------- | ----------- | ------------------------- | ----------------- | ----------------------------- | ---- |
| 1173 | Herdenkingsmonument | algemeen, allen, burgerslachtoffers                                                                            | M. van Loenhout | 4 mei 1988    | gedenksteen | Vossemeersepoort, 4691 EL | Tholen            | 51° 32' 1" NB, 4° 13' 23" OL  |      |
| 2519 | Indië-monument      | militairen in dienst van het Ned. Kon. na 1945                                                                 |                 |               | plaquette   |                           | Tholen            | 51° 31' 56" NB, 4° 13' 18" OL |      |
| 3130 | Oorlogsmonument     | geallieerde militairen, militairen in dienst van het Ned. Kon. 1940-1945, burgerslachtoffers, verzet Nederland |                 | 20 maart 2008 | gedenksteen | Langeweg                  | Anna Jacobapolder | 51° 38' 18" NB, 4° 7' 45" OL  |      |

Borsele ·
Goes ·
Hulst ·
Kapelle ·
Middelburg ·
Noord-Beveland ·
Reimerswaal ·
Schouwen-Duiveland ·
Sluis ·
Terneuzen ·
Tholen ·
Veere ·
Vlissingen